# هجوم فيلا الصومال
في 21 فبراير 2014 شن مقاتلو حركة الشباب هجومًا مفاجئًا على القصر الرئاسي فيلا الصومال في العاصمة مقديشو، حيث يقيم الرئيس ورئيس البرلمان، قُتل المهاجمون التسعة جميعًا خلال تبادل لإطلاق النار بينهم وبين القوات الأمنية في حين قُتل ما لا يقل عن خمسة من القوات الأمنية.

## ملخص عام
استهدف الهجوم كبار مسؤولي الحكومة الفيدرالية أثناء تأديتهم صلاة الجمعة في مسجد القصر. وكان المقاتلون المدججون بالسلاح يستقلون ثلاث سيارات ويرتدون زي الحرس وقبعات حمراء يرتديها رجال الأمن في القصر، لذلك استطاعوا تفادي النقاط الأمنية، وصولا إلى أبواب القصر، وانفجرت إحدى السيارات في بوابة القصر، ليتمكن المهاجمون من الدخول إلى القصر، وقتل في الانفجار اثنان من الانتحاريين.  واشتبك سبعة من المهاجمين مع القوات الأمنية، وبحسب ما أفاد به مسؤول كبير عن الهجوم، قُتل جميع المسلحين المهاجمين، فجر بعضهم أنفسهم، وقتل الباقون برصاص قوات الأمن، كما قتل أفراد من الحرس الرئاسي. 
استطاع الحرس الرئاسي بمساندة من قوات بعثة الاتحاد الإفريقي في الصومال، صد الهجوم على القصر الرئاسي، وقتل في المواجهات خمسة من القوات الأمنية المكلفة بتأمين القصر الرئاسي بينهم نائب رئيس الاستخبارات العسكرية التابعة للقوات المسلحة الصومالية، محمد نور شربو ومدير مكتب رئيس الوزراء محمد عبد الله، وعدد من أفراد القوات الأمنية، في حين لقي لقي المهاجمون التسعة حتفهم. 
لم يُصب الرئيس الصومالي حسن شيخ محمود ولا رئيسه وزرائه بأي أذى، وعقدت وزارة الداخلية في وقت لاحق مؤتمرا صحفيا أمام القصر عرضت فيه جثث سبعة من المهاجمين. 
تبنت حركة الشباب الهجوم الإنتحاري مؤكدة أنها كانت تسعى لاغتيال الرئيس الصومالي أو خطفه.